# Guerra di Fijar
La guerra di Fijār (in arabo ﺣﺮﺏ ﺍﻟﻔﺤﺎﺭ‎?, Ḥarb al-fijār) fu un insieme di scontri armati (pomposamente chiamati 'guerra' dalla retorica che strutturalmente pervade gli Ayyām al-ʿArab, ossia "le giornate [gloriose] degli Arabi") che si svolsero tra il V e la fine del VI secolo nell'Arabia occidentale, prima della comparsa dell'Islam, tra Quraysh e Kināna da un lato e Qays ʿAylān (ma senza i Ghatafān) dall'altro.
La parola Fijār (in arabo ﻓﺠﺎﺭ‎?), che significa "sacrilegio", era motivata dall'omicidio, perpetrato nel corso di uno dei mesi sacri, di ʿUrwā al-Raḥḥāl ibn ʿUtba al-Hawāzinī, dei B. ʿĀmir b. Ṣaʿṣaʿa, che scortava una carovana del re lakhmide al-Nuʿmān III, detto "Abū Qābūs" (reg. 582-613?) che, come ogni anno, si dirigeva verso il grande mercato higiazeno di ʿUkāẓ, per comperarvi muschio e tessuti di pregio yemeniti.
L'assassinio fu compiuto da al-Barrāḍ b. Qays al-Ḍamirī al-Kinānī, espulso dalla sua stessa tribù ma che aveva ottenuto la protezione (ḥilfa) di Ḥarb b. Umayya, sayyid del clan dei B. ʿAbd Shams dei Quraysh.
Sembra che all'origine del misfatto vi fosse il rancore covato da al-Barrāḍ per essergli stato preferito ʿUrwā al-Raḥḥāl, cosicché, una volta assaltata la carovana, l'omicida e blasfemo cercò rifugio dai suoi protettori. Costoro - in forza del principio della solidarietà dovuta a ogni appartenente del gruppo, facente parte della somma delle virtù tanto care agli Arabi di età preislamica (ma anche a quelli delle successive generazioni), della muruwwa - si mossero per impedire la vendetta degli Hawāzin e proteggere al-Barrāḍ, ma dovettero fuggire precipitosamente, cercando e ottenendo rifugio nel boschetto sacro alla dèa al-ʿUzzā nel santuario naturale di Nakhla al-Yamaniyya, grazie anche alle tenebre della notte che presto calarono sui Quraysh.

Questo evento passò come la prima "Giornata di Fijār".
La seconda ebbe luogo l'anno successivo a ʿUkāẓ e lo scontro (che si reiterò per quattro anni successivi) provocò morti in entrambi i contendenti. La questione fu infine composta con un accordo che prevedeva il consueto pagamento del "prezzo del sangue" da parte di chi aveva avuto minori morti (i Quraysh) che, nella fattispecie, indennizzarono gli Hawāzin col prezzo equivalente a 20 uomini morti.
Va da sé che la guerra va letta nel quadro dell'estrema insicurezza dei traffici che caratterizzava la Penisola araba nel VI secolo e che, in diretta conseguenza con quanto accaduto, una parte dei Quraysh sottoscrisse poco più tardi un ḥilf al-fuḍūl, o "alleanza dei Virtuosi" (cui prese parte lo stesso Maometto, non ancora raggiunto dalla Rivelazione divina) che si proponeva di risolvere su base equa l'andamento dei commerci per via di terra che coinvolgevano l'Hijaz e La Mecca che avevano fino ad allora avvantaggiato invece solo i clan più potenti delle principali tribù dell'Arabia nord-occidentale.
Riveste un certo interesse che Maometto, che aveva tra i 16 e i 20 anni, abbia partecipato all'evento bellico, fungendo da aiutante dello zio al-Zubayr, figlio di ʿAbd al-Muṭṭalib ibn Hāshim e da incaricato di raccogliere dal campo di combattimento, alla fine dello scontro, le frecce usate, la cui punta (d'osso nel caso migliore, o di metallo morbido), era di valore, mentre il futuro Profeta poteva vantare la sua incipiente eccellenza guerriera tra i Quraysh.